# Tadeusz Borowski

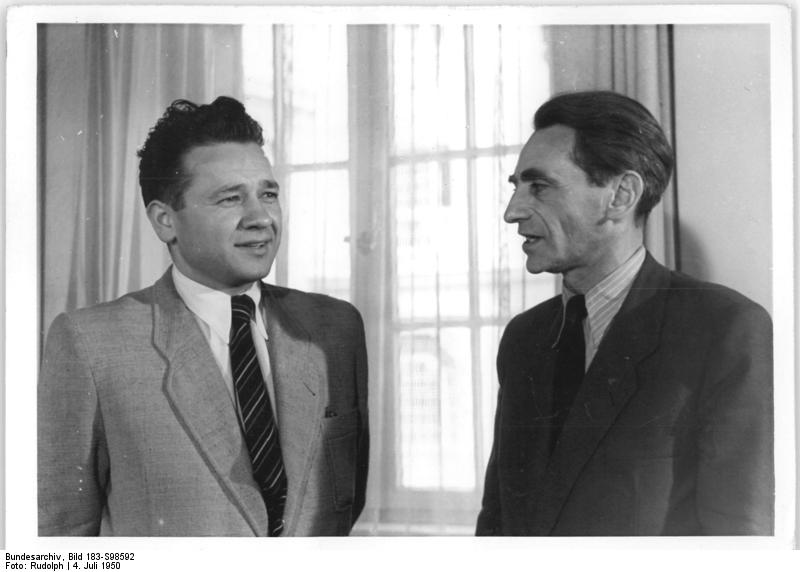
Tadeusz Borowski (po lewej) i Mieczysław Jastrun na kongresie pisarzy w NRD, 4 lipca 1950

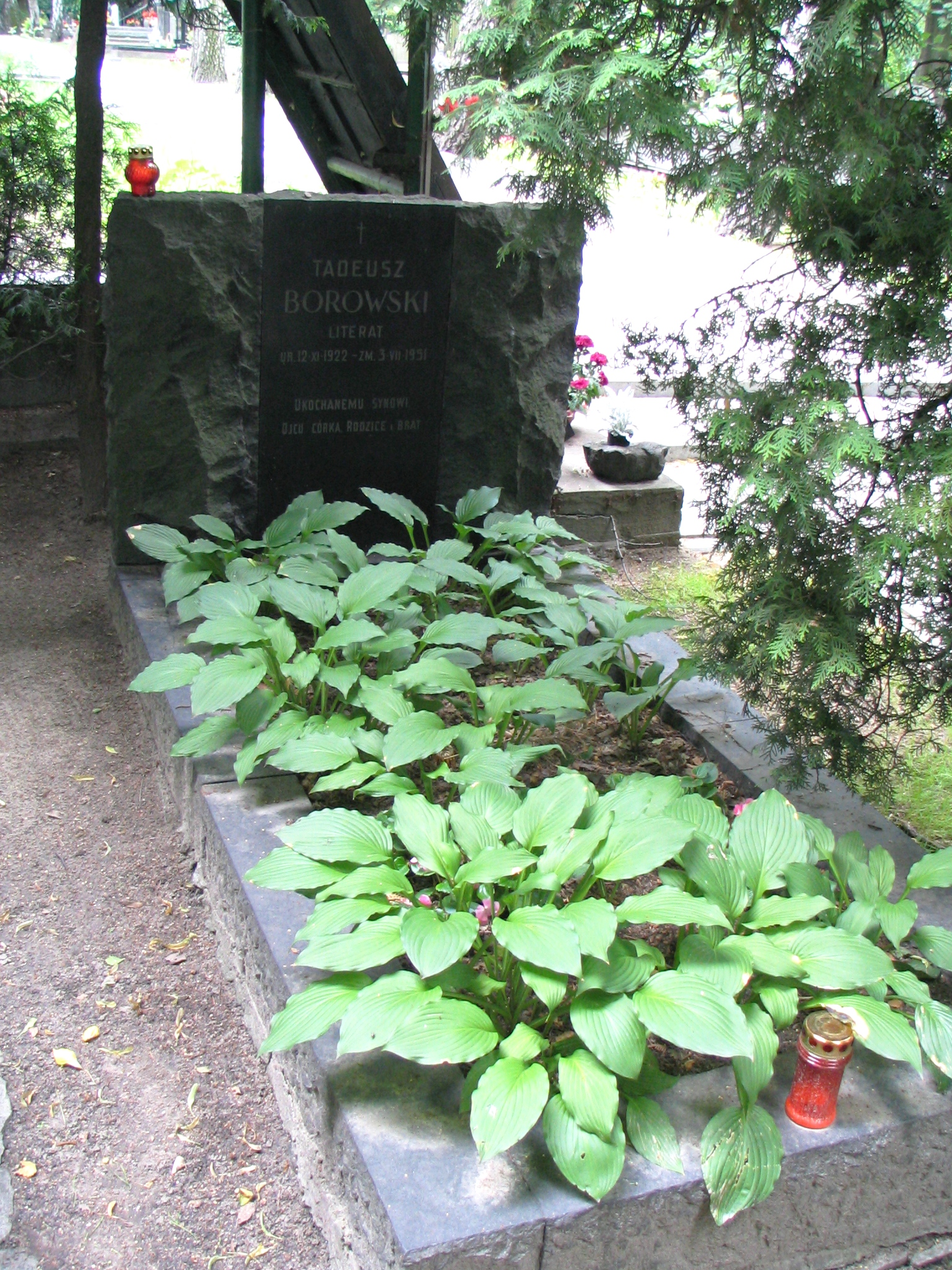
Grób Tadeusza Borowskiego na cmentarzu Wojskowym na Powązkach w Warszawie

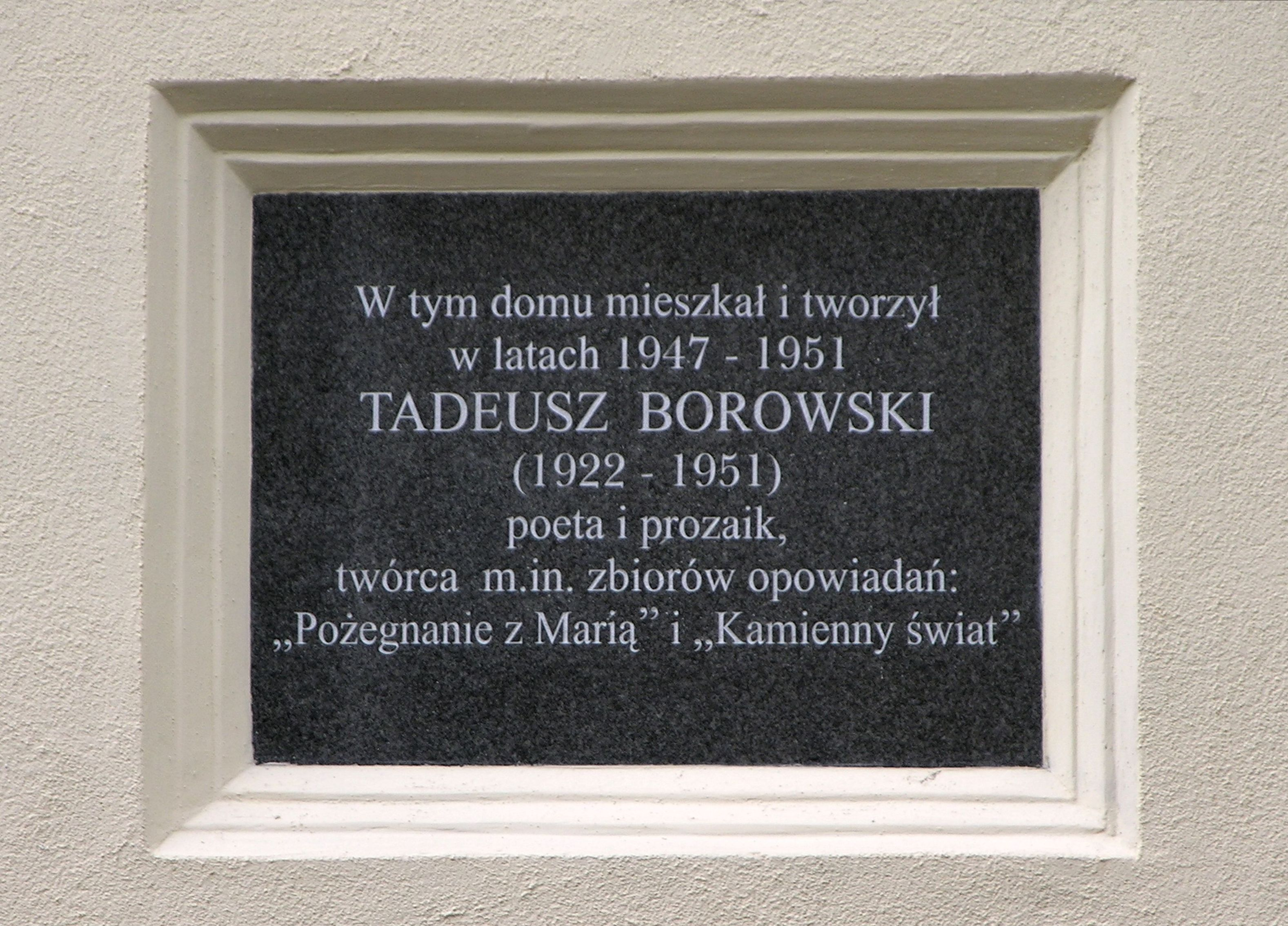
Tablica pamiątkowa przy ul. Kaliskiej 17 w Warszawie

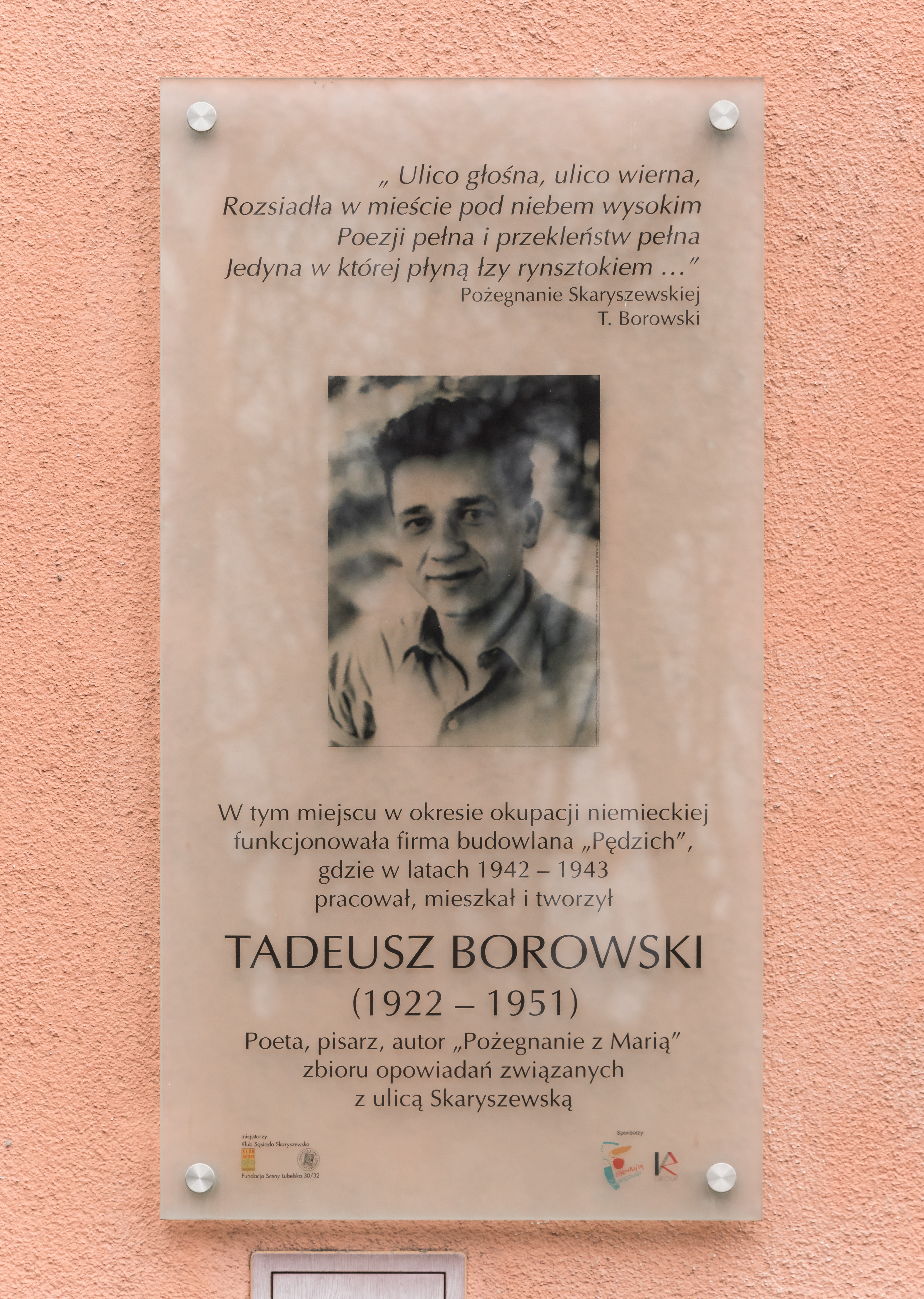
Tablica pamiątkowa przy ul. Skaryszewskiej 4 w Warszawie

Tadeusz Borowski (ur. 12 listopada 1922 w Żytomierzu, zm. 3 lipca 1951 w Warszawie) – polski pisarz, poeta i publicysta. Należał do pokolenia Kolumbów.

## Życiorys
Urodził się w Żytomierzu jako drugi syn Stanisława i Teofili Borowskich. W 1926 ojciec został aresztowany i wywieziony do łagru w rosyjskiej Karelii z powodu dawnej przynależności do Polskiej Organizacji Wojskowej (POW) – w rzeczywistości był według relacji Marii Borowskiej pracownikiem polskich służb wywiadowczych. Cztery lata później matka podzieliła losy męża, została wywieziona na Syberię nad rzekę Jenisej. Dwaj mali chłopcy pozostali sami. Starszy – Juliusz – trafił do internatu, młodszy Tadeusz dostał się pod opiekę ciotki.
W 1932 Stanisław Borowski został wymieniony za więzionych w Polsce komunistów i znalazł się w Polsce. Dwaj chłopcy: czternastoletni wtedy Juliusz i dziesięcioletni Tadeusz wyruszyli w samodzielną podróż z Żytomierza przez Koziatyn, Kijów do Moskwy, skąd, zaopatrzeni w oficjalne papiery Czerwonego Krzyża, jechali dalej, do Polski. Prawie nieznany ojciec oczekiwał na synów przy granicy, w Baranowiczach. Matka przybyła do Polski dwa lata później, latem 1934.
Rodzina Borowskich osiedliła się w Warszawie. Tadeusz w 1940 ukończył Gimnazjum im. Tadeusza Czackiego na tajnych kompletach, co zostało opisane w opowiadaniu Matura na Targowej. Studiował polonistykę na tajnym Uniwersytecie Warszawskim, gdzie poznał swoją przyszłą żonę, Marię Rundo (wiele scen z tego okresu zostało włączonych do utworów opublikowanych po wojnie: opowiadania Pożegnania z Marią i szkicu Profesorowie i studenci). W czasie okupacji niemieckiej pracował jako magazynier w przedsiębiorstwie budowlanym Pędzich przy ul. Skaryszewskiej 4. Mieszkał wtedy w należących do przedsiębiorstwa barakach, znajdujących się obok obozu przejściowego przy ul. Skaryszewskiej 8 (ulicę i obóz opisał potem w opowiadaniu Pożegnanie z Marią).
W okresie okupacji współpracował z miesięcznikiem „Droga”. Zadebiutował tomikiem Gdziekolwiek ziemia, wykonanym własnoręcznie techniką powielaczową w 1942. W wykonaniu tomiku pomagał mu przyjaciel Piotr Słonimski.
W 1943 został aresztowany w „kotle” i uwięziony na Pawiaku. Potem został wywieziony do niemieckiego obozu koncentracyjnego Auschwitz. Otrzymał numer obozowy 119198. Kontynuował tam twórczość literacką, pisząc m.in. wiersze, piosenki i kolędy, a także listy do narzeczonej Marii, która również znajdowała się w oświęcimskim obozie. Według relacji Marii po przeszkoleniu został sanitariuszem (tzw. flegerem) i trafił pod opiekę Alfreda Fiderkiewicza, lekarza i działacza Polskiej Partii Robotniczej. Obozowa rzeczywistość została opisana w opowiadaniu U nas, w Auschwitzu…, którego podstawą były wspomniane już listy do Marii Rundo. W sierpniu 1944 przewieziono go wraz z innymi więźniami do obozu w Dautmergen, filii obozu koncentracyjnego Natzweiler-Struthof, a potem do Dachau, w którego filii KL München-Allach 30 kwietnia 1945 został wyzwolony przez oddziały 7 Armii USA. Następnie został przeniesiony do obozu dla dipisów w Monachium, w którym pozostawał do września 1945.
Przebywając w Niemczech współorganizował Biuro Poszukiwania Rodzin przy Polskim Czerwonym Krzyżu. W czerwcu 1946 wrócił do kraju. Po przyjeździe narzeczonej Marii w listopadzie 1946 wziął z nią ślub. Ukończył studia, objął asystenturę w Gabinecie Filologicznym Towarzystwa Naukowego Warszawskiego (tzw. Korbutianum), wszedł do redakcji „Świata Młodych” i miesięcznika „Nurt”. W styczniu 1947 opublikował w „Pokoleniu” pamflet pt. Alicja w krainie czarów na poświęconą Auschwitz powieść Zofii Kossak Z otchłani, odrzucając jej tezę o zwycięstwie moralności chrześcijańskiej w obozie jako pseudomistyczną, co wywołało niemerytoryczne ataki ze strony katolickich tytułów „Dziś i Jutro” oraz „Tygodnik Powszechny”. Był w awangardzie młodych bezkompromisowych twórców (był zaliczany do grupy „Pryszczatych”), wychwalających nowy ustrój. W tym czasie stał na czele sekcji literackiej Klubu Młodych Artystów i Naukowców. Brał udział w Kongresie w Obronie Pokoju we Wrocławiu w 1948, jako wicedyrektor biura prasowego i redaktor gazety kongresowej. Cztery lata po powrocie do Polski, jego twórczość zaowocowała Państwową Nagrodą Artystyczną.
W 1948 wstąpił do Polskiej Zjednoczonej Partii Robotniczej (PZPR).
W okresie od czerwca 1949 do marca 1950 przebywał w Polskiej Misji Wojskowej w Berlinie. Oficjalnie jako referent kulturalny, nieoficjalnie jako współpracownik wywiadu wojskowego. W 1950 za zbiór nowel i reportaży otrzymał Państwową Nagrodę Artystyczną III stopnia. Jego ówczesna twórczość spotkała się natomiast z gwałtowną krytyką w środowisku literackim – m.in. ze strony Włodzimierza Sokorskiego (na zjeździe literatów w Szczecinie w 1949), Pawła Jasienicy (za opowiadania Proszę państwa do gazu i Dzień na Harmenzach ogłoszone w miesięczniku „Twórczość”) i Adolfa Rudnickiego (za samokrytykę i akces do socrealizmu w „Odrodzeniu” w 1950).
Po socrealistycznym credo opublikowanym na łamach „Odrodzenia” zajął się publicystyką jako czołowy autor „Nowej Kultury” i współpracownik „Sztandaru Młodych”, krytykując kulturę zachodnią, Kościół katolicki i związane z nim kręgi.
26 czerwca 1951 urodziła mu się córka Małgorzata. Otrzymał wówczas przydział na dwupokojowe mieszkanie przy ul. Brzozowej w Warszawie.

## Śmierć
1 lipca Borowski odwiedził żonę w szpitalu, a dzień później trafił z objawami zatrucia do szpitala. Był w stanie zamroczenia gazem i środkami nasennymi. Zmarł 3 lipca 1951. Przyczyną śmierci było najprawdopodobniej samobójstwo, jednak okoliczności pozostają niejasne. W spekulacjach na temat przyczyn tego kroku wymienia się z jednej strony rozczarowanie komunizmem (w tym czasie został zmuszony do złożenia samokrytyki, w której dociekał, jak mogło w ogóle dojść do powstania opowiadań obozowych; zdaniem Agnieszki Szewczyk było to jego pierwsze, symboliczne samobójstwo) i depresję z powodu własnej roli w jego propagowaniu, a z drugiej strony nieszczęśliwy romans z Dżennet Połtorzycką, w który się uwikłał właśnie, gdy rodziło mu się dziecko. Według relacji żony Marii z 1995 cierpiał na „chorobę maniakalno-depresyjną” i miał za sobą nieudaną próbę samobójczą; w innej rozmowie jednak podała, że deklarował tylko zamiar popełnienia samobójstwa w razie utraty zdolności do pisania. Śmierć Borowskiego była wstrząsem dla współczesnych mu ludzi pióra, porównywanym do samobójstwa Majakowskiego 21 lat wcześniej. Legenda uczyniła z niego pierwszą ofiarę własnej komunistycznej przeszłości. Pochowany w Alei Zasłużonych na cmentarzu Wojskowym na Powązkach w Warszawie (kwatera 24A-tuje-1).
Na wniosek Ministra Kultury i Sztuki został pośmiertnie odznaczony Krzyżem Komandorskim Orderu Odrodzenia Polski.

## Twórczość
- Tomiki:
  - Gdziekolwiek ziemia... (1942)
  - Arkusz poetycki nr 2 (1944)
- Opowiadania:
  - Byliśmy w Oświęcimiu (1946. z K. Olszewskim, J. Nel-Siedleckim)
  - Pewien żołnierz. Opowieści szkolne (1947)
  - Kamienny świat (1948)
  - Pożegnanie z Marią
  - Matura na Targowej
  - Chłopiec z Biblią
  - U nas w Auschwitzu
  - Ludzie, którzy szli
  - Dzień na Harmenzach
  - Proszę państwa do gazu
  - Śmierć powstańca
  - Bitwa pod Grunwaldem
  - Kamienny świat
  - Opowiadania z książek i gazet
  - Rozmowy

## W kulturze popularnej
Został krytycznie i ironicznie sportretowany jako komunista przez Czesława Miłosza w eseju „Beta, czyli nieszczęśliwy kochanek” w tomie Zniewolony umysł. Antoni Halor i Józef Gębski w oparciu o prozę Borowskiego, z wykorzystaniem oryginalnych taśm filmowych z lat 1939–1945, zrealizowali wielokrotnie nagradzany film dokumentalny „Testament”.
Twórcą biografii Borowskiego Ucieczka z Kamiennego świata jest jego przyjaciel, wykładowca Uniwersytetu Warszawskiego Tadeusz Drewnowski. Był także edytorem Niedyskrecji pocztowych. Korespondencja Tadeusza Borowskiego.
Dwa wiersze Borowskiego, Licytacja i Pieśń, wykonywał do własnej muzyki Roman Kołakowski.

Na płycie „Sierpień” zespołu Fabryka wydanego w 2016 nakładem Narodowego Centrum Kultury znalazł się jeden utwór do tekstu Tadeusza Borowskiego – Pieśń (jako Nad nami noc).

## Upamiętnienie
- Tablica pamiątkowa na fasadzie kamienicy przy ul. Kaliskiej 17, w której w latach 1947–1951 mieszkał Tadeusz Borowski[17].
- Tablica pamiątkowa przy ul. Skaryszewskiej 4 w Warszawie, odsłonięta w 2019[18].